# Saaransh
Pour plus de détails, voir Fiche technique et Distribution.
Saaransh est un film dramatique indien réalisé par Mahesh Bhatt, sorti en 1984.

## Synopsis
Dans le quartier de Shivaji, à Mumbai, le couple Pradhan est confronté à la mort de leur fils, victime d'un braquage dans la ville de New York. 

## Fiche technique
- Titre original : Saaransh
- Réalisation : Mahesh Bhatt
- Scénario : Sujit Sen et Mahesh Bhatt
- Musique : Ajit Verman
- Directeur de la photographie : Adeep Tandon
- Montage : David Dhawan
- Sociétés de production : Rajshri Productions
- Pays d'origine :  Inde
- Langue originale : Hindi
- Genre : Film dramatique
- Durée : 2h17 minutes
- Date de sortie : 
  -  Inde : 25 mai 1984

## Distribution
- Anupam Kher : B.V. Pradhan
- Rohini Hattangadi : Parvati Pradhan
- Soni Razdan : Sujata Suman
- Madan Jain : Vilas Chitre
- Suhas Bhalekar : Vishwanath

## Autour du film
À 28 ans, Anupam Kher interprète ici le rôle d'un sexagénaire, pour lequel il reçoit le Filmfare Awards du meilleur acteur. C'est l'une des premières fois qu'il joue un rôle principal.